# تپه گورستان توپخانه
تپه قبرستان توپخانه مربوط به دوران پیش از تاریخ ایران باستان تا دوران‌های تاریخی پس از اسلام است و در شهرستان بوئین‌زهرا، بخش آبگرم، روستای آقچه دام واقع شده و این اثر در تاریخ ۲۵ خرداد ۱۳۸۱ با شمارهٔ ثبت ۵۷۴۷ به‌عنوان یکی از آثار ملی ایران به ثبت رسیده است.